# Haemaphysalis psalistos
Haemaphysalis psalistos este o specie de căpușe din genul Haemaphysalis, familia Ixodidae, descrisă de Hoogstraal, Kohls și Parrish în anul 1967.
Este endemică în Filipine. Conform Catalogue of Life specia Haemaphysalis psalistos nu are subspecii cunoscute.